# 태진마을버스
태진마을버스(泰進―)는 서울특별시 영등포구의 마을버스 회사이고, 본사는 서울특별시 구로구 구로동에 있다. 계열사로는 마을버스 회사인 영운교통이 있으며 전 차량이 뉴 슈퍼에어로시티로 운행한다.

## 회사 연혁
- 2013년 9월 1일: 태진운수의 계열사로 회사를 설립하였다.
- 2013년 10월 1일: 계열사인 태진운수 구로영업소 소속 순환버스 61번과 62번에서 마을버스 영등포 10번과 영등포 11번으로 각각 격하와 동시에 본 회사가 인수받아서 운행개시하였다.
- 2019년 3월 : 태진운수가 태진마을버스를 영운교통에 매각되었다.

## 운행 노선
- ● 영등포10번: 대방역 → 샛강역, 앙카라공원 → 한양아파트 → 수정아파트 → 삼부아파트 → 여의나루역 → 여의도순복음교회 → 기계회관 → 산업은행본점 → 국회의사당역 → 여의도역 → 샛강역4번출구, 여의도자이 → 대방역 <구 61번, 개편 이전 823-1번>
- ● 영등포11번: 대방역 → 샛강역1번출구, 여의도자이 → 여의도역 → 한국거래소 → 삼부아파트 → 여의도중학교 → 63빌딩, 가톨릭대학교여의도성모병원 → 여의동주민센터 → KBS별관 → 대방역 <구 62번, 개편 이전 823번>

## 같이 보기
- 영운교통